# Åke Gulin
Åke Gulin, född 6 augusti 1906 i Borgå, död 29 juni 1988 i Helsingfors, var en finländsk författare och industriman.
Gulin blev filosofie magister 1931 och var verkställande direktör för Oy Kolmeks Ab 1944–1971. Han debuterade som poet med Höståker (1954), som följdes av en rad samlingar i traditionell stil där till synes vardagliga skeenden gavs existentiella övertoner. Melankolisk vilsenhet i en ny tids verklighet präglar dikterna i Visor för vanliga (1974) och Motlut (1981). 
Gulin verkade även som konstkritiker i Nya Argus och Hufvudstadsbladet. Sin konstsyn – med fräna utfall mot samhällsorienterade kulturyttringar – sammanfattade han i boken Målare (1978). Han donerade tillsammans med hustrun Vivi Gulin (1902–1991) stora summor till kulturfrämjande ändamål.